# Nagroda Muzyczna Programu Trzeciego – „Mateusz”
Nagrody Muzyczne Programu Trzeciego im. Mateusza Święcickiego – „Mateusze” to nagrody przyznawane przez Program III Polskiego Radia („Trójkę”), za osiągnięcia w dziedzinie twórczości, wykonawstwa lub popularyzacji polskiej muzyki rozrywkowej i jazzowej. Nazwa nagrody pochodzi od imienia wybitnego kompozytora i aranżera Mateusza Święcickiego, który był współtwórcą i pierwszym dyrektorem muzycznym Programu Trzeciego.
Nagrody zostały ustanowione z inicjatywy Pawła Sztompke i Jana Borkowskiego, którzy zgłosili projekt pod koniec 1986 r., w rok po śmierci Mateusza Święcickiego. Celem było z jednej strony uhonorowanie wkładu Mateusza Święcickiego w ukształtowanie brzmienia muzycznego Programu Trzeciego, a z drugiej wyrażenie uznania dla oryginalności, inwencji i artyzmu polskich muzyków.
Nagrody były przyznawane w latach 1987–1999 i są ponownie przyznawane od roku 2007.
W pierwszym cyklu (1987-1999) na nagrodę składały się dyplom projektu Adama Jurkowskiego oraz nagroda pieniężna. Od 1988 r. przyznawana jest statuetka zaprojektowana przez Barbarę Sojkę-Szymonowicz. W obecnym cyklu na nagrody składają się dyplom i statuetka.
Przez pierwszych pięć lat (1987–1991) nagrody przyznawano w dwóch kategoriach: muzyki rozrywkowej oraz muzyki jazzowej.
Przyznawanie wznowionych nagród leży w gestii gremium dziennikarzy Programu Trzeciego zwanym Akademią Muzyczną Trójki. Członkowie w czasie obrad akademii nominują kandydatów do nagrody, wraz z uzasadnieniem prezentowanym później na antenie Programu III. Przez kilka dni emitowane są specjalne audycje, w czasie których akademicy wraz z zaproszonymi gośćmi prezentują słuchaczom sylwetki nominowanych i ich dorobek. Akademia wybiera zwycięzców spośród wcześniej nominowanych, a nagrody są wręczane na uroczystej gali z udziałem publiczności, transmitowanej na żywo na antenie Trójki.

## Nagrody w kolejnych latach

### 1987
Wręczenie nagród odbyło się 1 kwietnia 1987, w dwudziestopięciolecie Programu Trzeciego Polskiego Radia.
Nagrody otrzymali:
- Krzysztof Popek[4] – za utworzenie i prowadzenie orkiestry jazzowej Young Power[3] (w kategorii muzyki jazzowej)
- Franciszek Walicki[4] – za pomysł i realizację koncertów „Old Rock Meeting – Czy nas jeszcze pamiętasz”[3] (w kategorii muzyki rozrywkowej)

### 1988
- Tomasz Szukalski[4] (w kategorii muzyki jazzowej)
- Rafał Paczkowski[4] (w kategorii muzyki rozrywkowej)

### 1989
- Lora Szafran[4] (w kategorii muzyki jazzowej)
- Basia Trzetrzelewska[4] (w kategorii muzyki rozrywkowej)

### 1990
- Zbigniew Namysłowski[4] (w kategorii muzyki jazzowej)
- Mirosław Czyżykiewicz[4] (w kategorii muzyki rozrywkowej)

### 1991
- Robert Majewski[4] (w kategorii muzyki jazzowej)
- Edyta Bartosiewicz[4] (w kategorii muzyki rozrywkowej)

### 1992
- Tomasz Stańko[4]
- Piotr Wojtasik[4]
- Stanisław Sojka[4]

### 1993
- Cezary Konrad[4]
- Wojciech Młynarski[4]

### 1994
- Henryk Miśkiewicz[4]
- Kuba Stankiewicz[4]
- Agnieszka Osiecka[4]
- Antonina Krzysztoń[4]

### 1995
- Andrzej Jagodziński[4]
- Leszek Możdżer[4]
- Magda Umer[4]
- Ewa Bem[4]
- Agnieszka Matysiak[4]

### 1996
- Jan „Ptaszyn” Wróblewski[4]
- Maciej Sikała[4]
- Wojciech Waglewski[4]
- Grzegorz Turnau[4]

### 1997
- Jerzy „Duduś” Matuszkiewicz[4]
- Anna Maria Jopek[4]
- Maryla Rodowicz[4]
- Lech Janerka[4]

specjalne Mateusze:
- Jan Borkowski[4]
- Marek Niedźwiecki[4]

### 1998
- Anna Szałapak[4]
- Budka Suflera[4]
- Tomasz Stańko[4]

### 1999
- Czesław Niemen – otrzymał nagrodę „Super Mateusz”[3][4]

### 2007
Gala wręczenia nagród odbyła się 10 września 2007. Miejscem gali było Muzyczne Studio Polskiego Radia im. Agnieszki Osieckiej w siedzibie Trójki przy ul. Myśliwieckiej w Warszawie. Gościem honorowym koncertu była Anna Maria Jopek. Uroczystość, transmitowaną na antenie, prowadzili Wojciech Mann i Agnieszka Szydłowska, a nagrody wręczył dyrektor Programu Trzeciego, Krzysztof Skowroński.
Kandydatów do nagrody nominowała i wybrała zwycięzców Akademia Muzyczna Trójki.
Nominacje za rok 2006:
- Gabriela Kulka – „za poszukiwanie własnej, oryginalnej koncepcji artystycznej”[3][5]
- Aga Zaryan – „za płytę Picking Up the Pieces, wykonaną na najwyższym poziomie artystycznym”[3][5]; nagrodę otrzymała[4]
- Coma – „za nadzwyczajną osobowość sceniczną wokalisty i wyjątkową ekspresję całego zespołu”[3][5]
- Grzegorz Turnau – „za płytę Historia pewnej podróży z piosenkami Marka Grechuty”[3][5]
- Andrzej Smolik – za trzecią płytę długogrającą 3[3][5]
- The Car Is on Fire – za płytę Lake & Flames[3][5]
- Żywiołak – „za nowatorstwo w zmaganiu się z folkową materią”[3][5]
- Artur Rojek – „za pomysł i animację imprezy Off Festival”[3][5]

Nominacje za całokształt pracy artystycznej:
- Wojciech Waglewski
- Wojciech Karolak – nagrodę otrzymał[4]
- Andrzej Poniedzielski

### 2008
Ogłoszenie laureatów i wręczenie nagród odbyło się 10 września o godz. 19.00 na koncercie w ogródku Trójki. Koncert prowadził Wojciech Mann i Agnieszka Szydłowska, nagrody wręczył dyrektor Trójki, Krzysztof Skowroński, na uroczystości wystąpił zespół Me Myself And I. Koncert był transmitowany na żywo przez Program Trzeci. Mecenasami uroczystości w 2008 były GE Money Bank i Visa.
Po koncercie nadana została audycja poświęcona „Mateuszom”, prowadzona na żywo z ogródka Trójki przez Kubę Strzyczkowskiego i Artura Andrusa, do której zaproszono laureatów poprzednich edycji „Mateuszy”, m.in. Lorę Szafran i Magdę Umer.
Pełną listę nominowanych ogłoszono na antenie Trójki na przełomie sierpnia i września:
- Czesław Śpiewa – za płytę Debiut
- Lao Che – za płytę Gospel; nagrodę otrzymali
- Katarzyna Nosowska – za płytę UniSexBlues
- Pink Freud – za płytę Alchemia
- Waglewski Fisz Emade – za płytę Męska muzyka
- Piotr Wojtasik – za płytę Circle

Specjalny Mateusz:
- Piotr Kaczkowski – za popularyzację muzyki na antenie radiowej w jedyny, niepowtarzalny, oryginalny sposób

### 2009
Lista kandydatów została ogłoszona na antenie „Trójki” 21 września. Nagrody wręczono 30 września, w siedzibie Trójki, w Studiu im. Agnieszki Osieckiej. Galę prowadzili Artur Andrus i Wojciech Mann.
W kategorii „Debiut” nominowani byli (nagrody nie przyznano):
- Mika Urbaniak
- Snowman

W kategorii „Całokształt twórczości” nominowani byli:
- Muniek Staszczyk – otrzymał nagrodę („za 25 lat niezależności, niespożytej energii, młodzieńczego entuzjazmu, wierności sobie i swojej muzyce”)
- Krzysztof Herdzin

W kategorii „Wydarzenie” nominowani byli:
- Gaba Kulka – otrzymała nagrodę („za wielki talent, przebogatą muzyczną wyobraźnię i trójkowy gust objawione na płycie „Hat, Rabbit” będącej wydarzeniem 2009 roku”)
- Pustki

Specjalny Mateusz::
- Wojciech Mann – otrzymał nagrodę „za wieloletnią kompetentną publicystykę muzyczną uprawianą z niepowtarzalnym wdziękiem i humorem”[1].

### 2010
Ogłoszenie laureatów i wręczenie nagród odbyło się w środę 17 listopada 2010. Uroczystość prowadzili Wojciech Mann i Agnieszka Szydłowska. Nagrody wręczyła p.o. dyrektor Trójki Magda Jethon. Zespoły Raz, Dwa, Trzy i Strachy na Lachy wystąpiły na koncercie. Oprócz transmisji na antenie radia, galę można było oglądać także na stronie internetowej Programu Trzeciego.
W kategorii „Muzyka rozrywkowa – wydarzenie” nominowani byli:
- Baaba
- Indigo Tree
- L.U.C.
- Marcin Masecki
- Off Festival
- Pustki
- Strachy na Lachy – otrzymali nagrodę

Nagrodę za całokształt twórczości otrzymali:
- Raz, Dwa, Trzy[4]

### 2011
Gala wręczenia nagród odbyła się 17 listopada 2011 w Studiu Muzycznym Polskiego Radia im. Agnieszki Osieckiej. Poprowadzili ją Agnieszka Szydłowska i Wojciech Mann.
W kategorii „Muzyka rozrywkowa – wydarzenie” nominowani byli:
- incarNations
- Brodka za płytę Granda – otrzymała nagrodę („w uznaniu dynamicznego rozwoju osobowości twórczej i odważnego spojrzenia w przyszłość”[6])
- Igor Boxx
- Ballady i Romanse
- Lalka – musical w reżyserii Wojciecha Kościelniaka wystawiony na deskach Teatru Muzycznego im. Danuty Baduszkowej w Gdyni

W kategorii „Muzyka jazzowa – wydarzenie” nominowani byli (przyznano 2 nagrody):
- Wojtek Mazolewski Quintet za płytę Smells like tape spirit – otrzymali nagrodę („w uznaniu aktywności i wszechstronności artystycznej w dziedzinie jazzu popartych profesjonalizmem”[6])
- Marcin Wasilewski Trio za płytę Faithful – otrzymali nagrodę („w uznaniu mistrzowskiego poziomu muzykowania i za szacunek dla tradycji”[6])
- Włodek Pawlik

W kategorii „Muzyka rozrywkowa – debiut” nominowani byli (nagrody nie przyznano):
- Marta Król
- Cuba de Zoo
- Neo Retros
- Czarne Korki
- Kim Nowak

Nagrodę za całokształt twórczości otrzymał:
- Seweryn Krajewski („za kompozytorski talent i muzykę wzruszającą kolejne pokolenia”[6])

### 2012
Gala wręczenia nagród odbyła się 17 grudnia 2012 w Studiu Muzycznym Polskiego Radia im. Agnieszki Osieckiej. Poprowadzili ją Agnieszka Szydłowska i Marek Niedźwiecki.
W kategorii „Muzyka rozrywkowa – wydarzenie” nominowani byli:
- Katarzyna Nosowska – nagrodzona za płytę 8 („za kwintesencję muzycznej wrażliwości, za łatwość nawiązywania więzi z odbiorcą, mimo poruszania niełatwych tematów, za wyjątkową zdolność wyrażania emocji i mistrzostwo w posługiwaniu się słowem”)[8]
- Maja Kleszcz – za przywracanie wiary w siłę interpretacji i umiejętność tchnięcia nowego życia w stare piosenki znajdując własny język muzyczny
- Marcin Masecki – za płytę i program Bach inaczej
- Grzech Piotrowski – za World Orchestra – niezwykle śmiały projekt określany przez autora mianem europejskiej muzyki improwizowanej, w której korzenie muzyki słowiańskiej, skandynawskiej i bałkańskiej połączyły się w jedną fascynującą całość.

W kategorii „Muzyka jazzowa – całokształt” nominowani byli:
- Tomasz Stańko – nagrodzony za muzyczną erudycję, rozsławianie w świecie polskiego jazzu i wspieranie młodych muzyków[8]
- Krzysztof Herdzin – za 20 lat twórczej działalności w dziedzinie jazzu, muzyki klasycznej i rozrywkowej oraz za 11 złotych płyt dla aranżera gwiazd polskiej estrady i 11 znakomitych jazzowych albumów autorskich.

Na gali wystąpili Piotr Bukartyk oraz zespół Neo Retros.

### 2013
Jubileuszowa, 20. gala miała miejsce 23 października 2013 r. w Studiu Muzycznym im. Agnieszki Osieckiej, poprowadzili ją Agnieszka Szydłowska i Wojciech Mann. W składzie jury zasiedli dziennikarze muzyczni Trójki Jan Borkowski, Jan Chojnacki, Anna Gacek, Grzegorz Hoffmann, Wojciech Mann, Piotr Metz, Marek Niedźwiecki, Mariusz Owczarek, Barbara Podmiotko, Zofia Sylwin, Agnieszka Szydłowska i Tomasz Żąda.
Nagrody otrzymali:
- Beata Przybytek – w kategorii „Muzyka jazzowa – wydarzenie” – nagrodzona „za pełną uroku, pomysłów kompozytorskich i jazzowego nastroju płytę I’m Gonna Rock You”
- Dawid Podsiadło – w kategorii „Muzyka rozrywkowa – debiut” – nagrodzony „za talent, upór, wielką dojrzałość mimo bardzo młodego wieku oraz skromność i naturalność w byciu gwiazdą”
- L.U.C. i Motion Trio – w kategorii „Muzyka rozrywkowa – wydarzenie” – nagrodzeni „za spotkanie będące konsekwencją wiary w jedyny uprawniony podział muzyki: na dobrą i złą. Za mistrzowskie połączenie dwóch muzycznych światów, które zaowocowało dwoma albumami: Nic się nie stało i City Of Harmony”
- Jarosław Śmietana – w kategorii „Muzyka jazzowa – całokształt osiągnięć” – nagrodzony za „[wprowadzenie] gitary do mistrzowskiej grupy instrumentów solowych i [wytyczanie] nowych ścieżek elektronicznego brzmienia muzyki”
- Marcin Masecki – w kategorii „Muzyka rozrywkowa – całokształt osiągnięć” – nagrodzony za „udane łączenie pasji do muzyki klasycznej z pasją do muzyki, która (być może) klasyczną się stanie” oraz „przypominanie, że bycie artystą to poszukiwanie i podejmowanie ryzyka”

### 2014
21. gala miała miejsce 22 października 2014 r. w Studiu Muzycznym im. Agnieszki Osieckiej, poprowadzili ją Agnieszka Szydłowska i Piotr Stelmach.
Nagrody otrzymali:
- Perfect – w kategorii „Muzyka rozrywkowa – całokształt osiągnięć” – nagrodzony „za to, że dzięki wspaniałym piosenkom parę pokoleń słuchaczy »chciało być sobą«. Za to, że uczyli szaleństwa, chcąc kupić lokomotywę. Za to, że od paru dekad są »Niepokonani«!”
- Krzysztof Herdzin – w kategorii „Muzyka jazzowa – całokształt osiągnięć” – nagrodzony za „znakomite osiągnięcia w dziedzinie kompozycji, aranżacji i pianistyki. Za wielki talent, wyobraźnię twórczą i wspaniałe rezultaty łączenia różnych gatunków muzyki”
- Tomasz Organek – w kategorii „Muzyka rozrywkowa – debiut” – nagrodzony za „odważny i oryginalny powiew rock’n’rolla w muzyce rozrywkowej na płycie »Głupi« oraz przypomnienie istoty bezpośredniego i bardzo osobistego kontaktu z publicznością podczas koncertów zorganizowanych w małych miejscowościach na Podlasiu latem 2014 roku”
- Włodek Pawlik – w kategorii „Muzyka jazzowa – debiut” – nagrodzony za „eleganckie i kunsztowne połączenie brzmienia tria jazzowego z orkiestrą symfoniczną na płycie »Night In Calisia«, uhonorowane przez świat muzyczny nagrodą Grammy”
- Jan Borkowski – dyplom specjalny w uznaniu tego, że „[b]ez jego gigantycznej pracy studio im. Agnieszki Osieckiej nie stałoby się tak kultowym miejscem, z którego Trójka jest bardzo dumna”

### 2015
22. gala miała miejsce 20 października 2015 r. w Studiu Muzycznym im. Agnieszki Osieckiej, poprowadzili ją Agnieszka Szydłowska i Marek Niedźwiecki. W składzie jury zasiedli dziennikarze muzyczni Trójki Jan Borkowski, Jan Chojnacki, Anna Gacek, Grzegorz Hoffmann, Wojciech Mann, Piotr Metz, Marek Niedźwiecki, Mariusz Owczarek, Zofia Sylwin, Agnieszka Szydłowska i Tomasz Żąda. Na gali wystąpił Dawid Podsiadło.
Nagrody otrzymali:
- Paweł Leszoski „Leski” – w kategorii „muzyka rozrywkowa – debiut” – nagrodzony za „połączenie wrażliwości, melodyjności i szlachetnej lekkości na płycie »Splot«”
- Marcin Pendowski – w kategorii „muzyka jazzowa – debiut” – nagrodzony za „umiejętne połączenie funkowej tradycji z nowoczesnością; za pełne kreatywności spojrzenie wstecz i przywrócenie do życia cudownego brzmienia instrumentów z lat 70.; za wyczuwalną dla słuchacza radość z tworzenia muzyki”
- Zbigniew Wodecki i Mitch And Mitch – w kategorii „muzyka rozrywkowa – wydarzenie” – za album 1976: A Space Odyssey, nagrodzeni za to, że „to dowód na to, że choć czasy – w tym muzyczne – się zmieniają, duch pozostaje ten sam”
- Atom String Quartet – w kategorii „muzyka jazzowa – wydarzenie” – za „niezwykły koncert w Trójce w maju 2014 roku i błyskawiczną międzynarodową karierę czterech niezwykle utalentowanych wiolinistów, z których każdy jest improwizującym muzykiem jazzowym”
- Włodzimierz Nahorny – w kategorii „Muzyka jazzowa – całokształt osiągnięć twórczych” – nagrodzony za ujęcie kapituły „eleganckim i kunsztownym połączeniem muzyki klasycznej z jazzem oraz niezapomnianymi piosenkami i melodiami, które towarzyszą nam od lat”
- SBB – w kategorii „Muzyka rozrywkowa – całokształt osiągnięć twórczych” – nagroda „za utrzymanie przez 40 lat szalonej i niedoścignionej energii w muzyce, którą wciąż kochamy. Niech Wasza Trójka nadal Szuka, Burzy i Buduje”

### 2016
23. gala miała miejsce 27 października 2016 r. w Studiu Muzycznym im. Agnieszki Osieckiej, poprowadzili ją Agnieszka Szydłowska i Piotr Metz. W składzie jury zasiedli dziennikarze muzyczni Trójki Jan Borkowski, Jan Chojnacki, Anna Gacek, Grzegorz Hoffmann, Wojciech Mann, Piotr Metz, Marek Niedźwiecki, Mariusz Owczarek, Zofia Sylwin, Agnieszka Szydłowska i Tomasz Żąda. Na gali wystąpił Dawid Podsiadło.
Nagrody otrzymali:
- Julia Pietrucha – w kategorii „muzyka rozrywkowa – debiut” – nagrodzona za „unikatową wrażliwość i udowodnienie sobie i światu, że można inaczej”
- Łukasz Federkiewicz „Kortez” – w kategorii „muzyka rozrywkowa – debiut” – nagrodzony za „umiejętność wyrażania w prostych słowach wielu skomplikowanych emocji i zebranie ich w spójną całość na płycie Bumerang oraz za dotarcie do szerokiej publiczności z niełatwym i odbiegającym od komercyjnych standardów przekazem artystycznym”
- Martyna Jakubowicz – w kategorii „muzyka rozrywkowa – wydarzenie” – za „pełne wyrozumiałości aluzje do dnia dzisiejszego, wierność gatunkowi i oszczędne gospodarowanie bogactwem talentu”
- Paweł Kaczmarczyk – w kategorii „muzyka jazzowa – wydarzenie” – za „odważne, twórcze i nowatorskie podejście do klasycznych już utworów na płycie Vars & Kaper - DeconstructiON i za pamięć o znakomitych polskich kompozytorach: Henryku Warsie i Bronisławie Kaperze”
- Michał Urbaniak – w kategorii „Muzyka jazzowa – całokształt osiągnięć twórczych” – nagrodzony za „rozsławianie polskiej muzyki za oceanem - w samej kolebce jazzu, nieustającą kreatywność i tworzenie z młodymi muzykami odważnych projektów łączących różne gatunki muzyczne”
- Marek Karewicz – w kategorii „Muzyka rozrywkowa – całokształt osiągnięć twórczych” – ujął kapitułę „niepowtarzalnym wyczuciem kadru i klimatu w fotografii dokumentującej najważniejsze wydarzenia muzyczne w Polsce ostatnich 60 lat”

### 2017
24. gala miała miejsce 25 października 2017 r. w Studiu Muzycznym im. Agnieszki Osieckiej, poprowadzili ją Agnieszka Szydłowska i Piotr Metz.
W składzie jury zasiedli dziennikarze muzyczni Trójki Jan Borkowski, Jan Chojnacki, Anna Gacek, Grzegorz Hoffmann, Wojciech Mann, Piotr Metz, Marek Niedźwiecki, Mariusz Owczarek, Zofia Sylwin, Paweł Sztompke, Agnieszka Szydłowska i Tomasz Żąda.
Nagrody otrzymali:
- Steve Nash & Turntable Orchestra – w kategorii „muzyka rozrywkowa – debiut” – nagrodzony za „brawurowe połączenie na płycie „Out Of Fade” różnych stylistyk muzycznych, za nowoczesne wykorzystanie w muzyce rozrywkowej klasycznych brzmień orkiestry symfonicznej oraz za uczynienie z gramofonu niezależnego elementu zespołowego instrumentarium”.
- Krzysztof Zalewski – w kategorii „muzyka rozrywkowa – wydarzenie” – nagrodzony za „ujawnienie światu swoich ogromnych możliwości artystycznych na płycie „Złoto” i błyskawiczne wskoczenie na najwyższą półkę”.
- Kuba Więcek – w kategorii „muzyka jazzowa – debiut” – nagrodzony za „wyjątkowy kunszt kompozytorski i talent wykonawczy, który artysta objawił w pełni na płycie „Another Raindrop"”.
- Electro-Acoustic Beat Sessions – w kategorii „muzyka jazzowa – wydarzenie” – nagrodzony za „kreatywne i nowoczesne ujęcie w autorskie ramy ponadczasowej muzyki Krzysztofa Komedy”.
- Voo Voo – w kategorii „Muzyka rozrywkowa – całokształt osiągnięć twórczych” – nagrodzony za „udowodnienie, że całokształt może być kolejnym wspaniałym początkiem i że tydzień zaczyna się w środę”.
- Henryk Miśkiewicz – w kategorii „Muzyka jazzowa – całokształt osiągnięć twórczych” – nagrodzony za „40 lat mistrzowskiego grania jazzu w Polsce, za przepiękne finezyjne solówki, za niepowtarzalny delikatny klimat ballad i jedyne w swoim rodzaju brzmienie saksofonu”.
- Kora Jackowska – otrzymała nagrodę „Super Mateusz”

### 2018
25. gala miała miejsce 23 października 2018 r. w Studiu Muzycznym im. Agnieszki Osieckiej, poprowadzili ją Agnieszka Szydłowska i Piotr Metz.
W składzie jury zasiedli dziennikarze muzyczni Trójki Anna Gacek, Grzegorz Hoffmann, Wojciech Mann, Piotr Metz, Marek Niedźwiecki, Mariusz Owczarek, Zofia Sylwin, Agnieszka Szydłowska i Tomasz Żąda.
Nagrody otrzymali:
- Barbara Wrońska – w kategorii „muzyka rozrywkowa – debiut” – nagrodzona za „płytę Dom z ognia – w pełni autorską wypowiedź sumującą dotychczasowe doświadczenia artystki. Nie tylko muzyczne, ale także te życiowe. 100% kobiecości i 100% radości, jaką może dać muzyka”
- Błażej Król – w kategorii „muzyka rozrywkowa – wydarzenie” – nagrodzony za „płytę Przewijanie na podglądzie – niepospolite pod względem artystycznym podejście do tekstów, dźwięków i emocji – zwłaszcza tych prezentowanych podczas koncertów”
- Kasia Pietrzko – w kategorii „muzyka jazzowa – debiut” – nagrodzona za „oryginalny styl, wyobraźnię muzyczną oraz zapadające w pamięć melodie i harmonie na debiutanckim albumie Forthright Stories kierowanego przez nią tria”
- Marek Napiórkowski – w kategorii „muzyka jazzowa – wydarzenie” – nagrodzony za „muzyczny pomost pomiędzy Warszawą i Nowym Jorkiem, będący niepodważalnym dowodem, że muzyka nie granic gatunkowych i geograficznych i doceniony za podziwiany od lat wyjątkowy kunszt wykonawczy na płycie WAW-NYC
- Jan Kanty Pawluśkiewicz – w kategorii „Muzyka rozrywkowa – całokształt osiągnięć twórczych”
- Urszula Dudziak – w kategorii „Muzyka jazzowa – całokształt osiągnięć twórczych” – nagrodzona za to że „Wywróciła na zawsze do góry nogami jazzową wokalistykę. Jej głos towarzyszył Makowiczowi, McFerrinowi, Stingowi i filipińskiej armii. Kobieta i wokalistka pełną gębą”

### 2019
26. gala miała miejsce 23 października 2019 r. w Studiu Muzycznym im. Agnieszki Osieckiej, poprowadzili ją Agnieszka Szydłowska i Piotr Metz.
W składzie jury zasiedli dziennikarze muzyczni Trójki Anna Gacek, Grzegorz Hoffmann, Wojciech Mann, Piotr Metz, Marek Niedźwiecki, Mariusz Owczarek, Zofia Sylwin, Agnieszka Szydłowska i Tomasz Żąda.
Nagrody otrzymali:
- Tęskno – w kategorii „muzyka rozrywkowa – debiut” za „wyjątkowe połączenie talentu i wrażliwości, które zaowocowało wspaniałymi piosenkami zaśpiewanymi po polsku. Za muzykę przy której czas przestaje uciekać. Za płytę "Mi"”.
- Fisz Emade Tworzywo – w kategorii „muzyka rozrywkowa – wydarzenie” za „płytę "Radar", na której zespół umiejętnie kontynuuje artystyczną transformację, przechodząc na dobre do świata piosenki, za trzymanie wszystkich rąk na pulsie aktualnych trendów w muzyce rozrywkowej oraz twórcze wykorzystanie fascynacji tymi trendami”.
- Piotr Zubek – w kategorii „muzyka jazzowa – debiut” za „nieprzeciętny talent wokalny, wyjątkową umiejętność połączenia młodości i artystycznej świeżości z tradycją oraz odkrywanie swingu dla kolejnych pokoleń na płycie "Moja wycinanka. Inne piosenki Jerzego Wasowskiego"”.
- Jazz Band Młynarski-Masecki – w kategorii „muzyka jazzowa – wydarzenie” za „odkrycie dla nowych pokoleń czasów, kiedy byliśmy muzycznie pępkiem świata – jednocześnie Nowym Jorkiem, Londynem i Paryżem. I przede wszystkim Warszawą”.
- Skaldowie – w kategorii „Muzyka rozrywkowa – całokształt osiągnięć twórczych” za „niezrównaną melodykę, muzyczne wyrafinowanie, abonament u najlepszych tekściarzy i eklektyczność od wschodu do zachodu słońca”.
- Adam Makowicz – w kategorii „Muzyka jazzowa – całokształt osiągnięć twórczych” który „w wirtuozerski sposób pokazuje całemu światu słowiańską poetykę, gorącą jak żarzące się węgielki”.

Ponadto po raz pierwszy w historii Mateuszy Trójki wręczono 3 specjalne wyróżnienia dla młodych artystów.
Wyróżnienia otrzymali:
- Kwiat Jabłoni (Ich muzyka kwitnie cały rok. Jest świeża i pachnąca nowością.)
- Agata Karczewska (Za naturalne piękno śpiewania i głos, który zdobywa radiowy eter i serca słuchaczy.)
- Bartosz Sosnowski (Za pomysł na autorskie piosenki, które znalazły się na jego debiutanckiej płycie "The Hand Luggage Studio", za oryginalny sposób wykonania ich na scenie i głos, który – choć kojarzy się jednoznacznie – w tej części świata jest artystycznym zjawiskiem.)